# 狗吠似金星介
狗吠似金星介（学名：Paracypris koufei）为副金星介科似金星介屬下的一个种。